# اولدريش لايسك
أولدريش لايسك (مولود في الثامن من شباط 1925 ميلادي، وتوفي في تشرين الأول من عام 2001) هو فنان من التشيك، كان يعمل في الرسم، التصميم، التصميم الغرافيكي وفي التعليم الفني. أصبح عضوًا في رابطة الفنانين المبدعين في تشيكوسلوفاكيا عام 1954م. 
ترأس مجتمع فني يُدعى «الفنانون الثامنية». في عام 1985 تلقى الجائزة الوطنية الفخرية للعمل الممتاز. خلال حياته أنجز أكثر من 3000 عمل فني ومنها أكثر من 1800 عمل تم ضمها إلى مقتنيات خاصة.